# Валастро, Бадди
Барто́ло Вала́стро-младший (англ. Bartolo Valastro, Jr., род. 3 марта 1977, Хобокен, Нью-Джерси, США), более известный как Бадди Валастро (Buddy Valastro) — американский шеф-повар итальянского происхождения, предприниматель, получивший известность благодаря нескольким реалити-шоу с его участием.
Владеет кондитерской своего отца Carlo’s Bakery.
Наибольшую популярность ему принесли съемки в реалити-шоу «Король Кондитеров», премьера которого состоялась в апреле 2009 года на канале TLC.
Благодаря большому успеху передачи, появились другие не менее популярные проекты с его участием: «Босс на кухне» (2011), «Великий Пекарь» (2010), «Спасение пекарни Бадди» (2013) и другие.

## Биография
Бартоло Валастро-младший родился 3 марта 1977 года в Хобокене (штат Нью-Джерси) в семье итальянских кондитеров Мэри Тубито Валастро Пинто и Бартоло Валастро. Его мать, Мэри Тубито Валастро Пинто (родилась 17 апреля 1948 года), имела итальянский корни, его отец, Бартоло Валастро (родился в 1940 году) в США.
Когда его матери исполнилось шесть лет в 1954 году, её родители решили эмигрировать в США. В возрасте двенадцати лет, в 1960 году она познакомилась со своим будущим мужем Бартоло Валастро, и при первой встрече сказала ему: «Ты будешь моим спутником жизни». В 1964 году его родители решили заняться бизнесом и выкупили кондитерскую Carlo’s Bake Shop, основанную в 1910 году. Мэри Тубито Валастро Пинто была администратором, а Бартоло Валастро был главным кондитером. 25 июля 1965 года родители Бадди поженились.
Бадди был самым младшим в семье, у него есть четыре старших сестры: Грейс Фаугно (1966 года рождения), Маддалена Кастано (1967 года рождения), Мэри Скарроне (1969 года рождения) и Лиза Гонсалес (1974 года рождения).
В 1983 году в возрасте 6 лет Бадди Валастро начал работать в кондитерской своих родителей.
В 8 лет стал увлекаться спортом (смешанными боевыми искусствами, практикуя бразильскую джиу-джитсу со своими друзьями), говорил что ему это нравится, но позже был вынужден по семейным обстоятельствам вернуться обратно в пекарню.
17 апреля 1988 года в 11 лет Бадди испёк свой первый торт. Он сделал его для своей матери, которой исполнилось сорок лет, отец Валастро хотел украсить торт сам, но настойчивость сына взяла своё. Торт был с начинкой из шоколада и ванили пропитанный итальянским ромом. В качестве украшения он добавил фразу «I Love Mom».
Валастро было трудно представить себе успешную карьеру в качестве одного из лучших кондитеров и декораторов Америки. В школе ему всегда с трудом давались художественные науки.
Свою карьеру в Carlo’s Bake Shop Бадди начал с мытья кастрюль и сковородок. Наблюдая за работой отца, Валастро понял, что унаследовал семейный ген для выпечки и ему хочется этим заниматься. В 12 лет он начал помогать родителям с уборкой в семейной пекарне.
В 1991 году Бадди начал выпекать свадебные торты и занимается изучением рецептов для их приготовления.
Когда Валастро исполнилось 15 лет, отец увёз его на год в Сицилию, благодаря чему Бадди овладел в совершенстве итальянским языком.
Учился в Технической средней школе округа Берген в Хакенсаке (штат Нью-Джерси). Валастро всегда стремился к тому, чтобы кондитерская его родителей была признана лучшей во всём мире.
Когда ему исполнилось 16 лет, он встретил свою будущую жену Элизабет и сразу влюбился.
Отец Бадди скончался в 1994 году, оставив преемником своего сына.
22 июня 2017 в возрасте 69 лет скончалась мать Бадди Валастро — Мария Валастро. Она часто появлялась в первые годы в шоу «Король Кондитеров» и помогала сыну Бадди с издательством его книг и управлением в работе пекарни, но после того, как ей поставили диагноз Боковой амиотрофический склероз в 2012 году ушла в отставку. Один из выпусков «Короля Кондитеров» был посвящен памяти Марии Валастро.

## Семья
Женат на Лизе Валастро, вместе воспитывают 3 сыновей (Бартоло, Марко, Карло) и дочь Софию.
Бадди имеет также 4 сестер, которые часто появляются в его шоу со своими семьями и помогают ему в съемках.

## Карьера
Помимо пекарни Carlo’s Bakery, в которой проходят съёмки передачи «Король Кондитеров», Валастро владеет ещё 12 пекарнями, которые были открыты только благодаря успеху его шоу.
В январе 2012 года газета Hudson Reporter включила Бадди Валастро в список 50 самых влиятельных людей округа Хадсон (штат Нью-Джерси).
Валастро открыл пекарни в 6 районах Нью-Джерси, а также за его пределами — в Филадельфии, Лас-Вегасе и Нью-Йорке. Также пекарни Бадди работают на 9 круизных лайнерах (Norwegian Cruise Line).
Завод Lackawanna Factory, находящийся в соседнем городе Джерси-Сити, служит главным офисом для бизнеса и используется как дополнительное пространство для создания свадебных и фирменных тортов, а также для выпекания там специальных хлебобулочных изделий, которые потом доставляются в любую точку США.
В июне 2014 года Бадди основал компанию Event Planning & Catering company, Buddy V’s Events., работающую в сфере общественного питания, основным направлением деятельности которой является организация корпоративных мероприятий, а также планирование свадебных торжеств и любых других семейных праздников.
В том же году Валастро сообщил в интервью газете Metro, что собирается открыть пекарню в Москве.

## ТВ-шоу на канале TLC
- «Король Кондитеров» (Cake Boss) (2009 — по настоящее время)
- «Босс на кухне» (Kitchen Boss) (2011—2012)
- «Великий Пекарь» (The Next Great Baker) (2010 — по настоящее время)
- «Спасение пекарни Бадди» (Buddy’s Bakery Rescue (formerly Bakery Boss)) (2013 — по настоящее время)
- «Битва Кондитеров» (Batalha dos Confeiteiros) (2015)
- «Король Кондитеров: Семейный отдых» (Buddy’s Family Vacation) (2016)
- «Короли выпечки» (Buddy’s Big Bakedown) (2018 — по настоящее время)